# Aeropuerto Mariano Moreno
El Aeropuerto Mariano Moreno (IATA: ENO - OACI: SADJ) es un aeropuerto argentino ubicado en la localidad de Cuartel V, en el partido de Moreno de la provincia de Buenos Aires. Es el aeropuerto de la VII Brigada Aérea de la Fuerza Aérea Argentina.